# Harrison Motor Company
Harrison Motor Company war ein US-amerikanischer Hersteller von Automobilen.

## Unternehmensgeschichte
Das Unternehmen wurde 1906 als Abteilung der Harrison Wagon Works gegründet. Der Sitz war in Grand Rapids in Michigan. Im Februar 1906 wurde das erste Fahrzeug auf der Chicago Automobile Show präsentiert. Der Markenname lautete Harrison. Albert C. Menges war der Konstrukteur. Im November 1906 verließ Menges das Unternehmen.
Im März 1907 gab es Probleme. Eine Reorganisation war geplant. In diesem Zusammenhang werden Clay H. Hollister, Henry W. Marsh, Mark Norris, Maurice Shanahan und James R. Wiley genannt. Stattdessen gingen sie in die Insolvenz. Insgesamt entstanden nur wenige Fahrzeuge.
Die Anthony-Hatcher Company setzte die Produktion fort.

## Fahrzeuge
Die Besonderheit der Fahrzeuge war ein Anlasser. Er war offensichtlich nicht ausgereift und sorgte für einige Probleme. Ein Vierzylindermotor mit 6300 cm³ Hubraum und 40 PS Leistung trieb die Fahrzeuge an. Das Fahrgestell hatte 269 cm Radstand. Der Aufbau war ein offener Tourenwagen mit sieben Sitzen. Der Neupreis betrug 5000 US-Dollar, was eine Quelle als teuer bezeichnet.